# Чистоклетов Василь Геннадійович
Василь Геннадійович Чистоклетов (рос. Василий Геннадьевич Чистоклетов; 23 вересня 1976, м. Рибінськ, СРСР) — російський хокеїст, центральний нападник. Виступає за «Молот-Прикам'я» (Перм) у Вищій хокейній лізі. 
Вихованець хокейної школи «Сатурн» (Рибінськ). Виступав за «Кристал» (Електросталь), «Торпедо» (Нижній Новгород), «Сєвєрсталь» (Череповець), «Нафтохімік» (Нижньокамськ) «Сибір» (Новосибірськ), ХК МВД, «Атлант» (Митищі), «Молот-Прикам'я» (Перм), «Октан» (Перм), «Буран» (Воронеж). 